# العلاقات الباكستانية الروسية
العلاقات الباكستانية الروسية هي العلاقات الثنائية التي تجمع بين باكستان وروسيا.

## مقارنة بين البلدين
هذه مقارنة عامة ومرجعية للدولتين:
| وجه المقارنة                                              | باكستان                     | روسيا                                   |
| --------------------------------------------------------- | --------------------------- | --------------------------------------- |
| المساحة (كم2)                                             | 881.91 ألف                  | 17.08 مليون                             |
| عدد السكان (نسمة)                                         | 197.02 مليون                | 146.80 مليون                            |
| الكثافة السكانية (ن./كم²)                                 | 223.4                       | 8.59                                    |
| العاصمة                                                   | إسلام آباد                  | موسكو                                   |
| اللغة الرسمية                                             | لغة إنجليزية، اللغة الأردية | اللغة الروسية                           |
| العملة                                                    | روبية باكستانية             | روبل روسي                               |
| الناتج المحلي الإجمالي (بليون دولار)                      | 304.95 مليار                | 1.58 تريليون                            |
| الناتج المحلي الإجمالي (تعادل القوة الشرائية) بليون دولار | 946.67 مليار                | 3.69 تريليون                            |
| الناتج المحلي الإجمالي الاسمي للفرد دولار أمريكي          | 1.43 ألف                    | 9.09 ألف                                |
| الناتج المحلي الإجمالي للفرد دولار أمريكي                 | 4.81 ألف                    |                                         |
| مؤشر التنمية البشرية                                      | 0.538                       | 0.798                                   |
| رمز المكالمات الدولي                                      | +92                         | +7                                      |
| رمز الإنترنت                                              | .pk                         | .ru، .рф، .рус ‏، .su                    |
| المنطقة الزمنية                                           | ت ع م+05:00                 | Magadan Time ‏، ت ع م+02:00، ت ع م+12:00 |

## مدن متوأمة
في ما يلي قائمة باتفاقيات التوأمة بين مدن باكستانية وروسية:
- ترتبط إسلام آباد مع أستراخان باتفاقية توأمة منذ 1989.

## منظمات دولية مشتركة
يشترك البلدان في عضوية مجموعة من المنظمات الدولية، منها:
| علم المنظمة | اسم المنظمة                        | تاريخ انضمام باكستان | تاريخ انضمام روسيا |
| ----------- | ---------------------------------- | -------------------- | ------------------ |
|             | المنظمة الهيدروغرافية الدولية      | ?                    | ?                  |
|             | مؤسسة التمويل الدولية              | 20 يوليو 1956        | 12 أبريل 1993      |
|             | منظمة حظر الأسلحة الكيميائية       | ?                    | ?                  |
|             | منظمة شانغهاي للتعاون              | ?                    | 26 أبريل 1996      |
|             | الأمم المتحدة                      | 30 سبتمبر 1947       | 24 أكتوبر 1945     |
|             | يونسكو                             | 14 سبتمبر 1949       | 21 أبريل 1954      |
|             | الاتحاد الدولي للاتصالات           | 26 أغسطس 1947        | 1866               |
|             | منظمة الشرطة الجنائية الدولية      | ?                    | 27 سبتمبر 1990     |
|             | البنك الدولي للإنشاء والتعمير      | 11 يوليو 1950        | 16 يونيو 1992      |
|             | الاتحاد البريدي العالمي            | ?                    | ?                  |
|             | وكالة ضمان الاستثمار متعدد الأطراف | 12 أبريل 1988        | 29 ديسمبر 1992     |
|             | منظمة التجارة العالمية             | ?                    | 22 أغسطس 2012      |
|             | الفريق المعني برصد الأرض           | ?                    | ?                  |
|             | منتدى آسيان الإقليمي ‏              | ?                    | ?                  |

## معرض صور

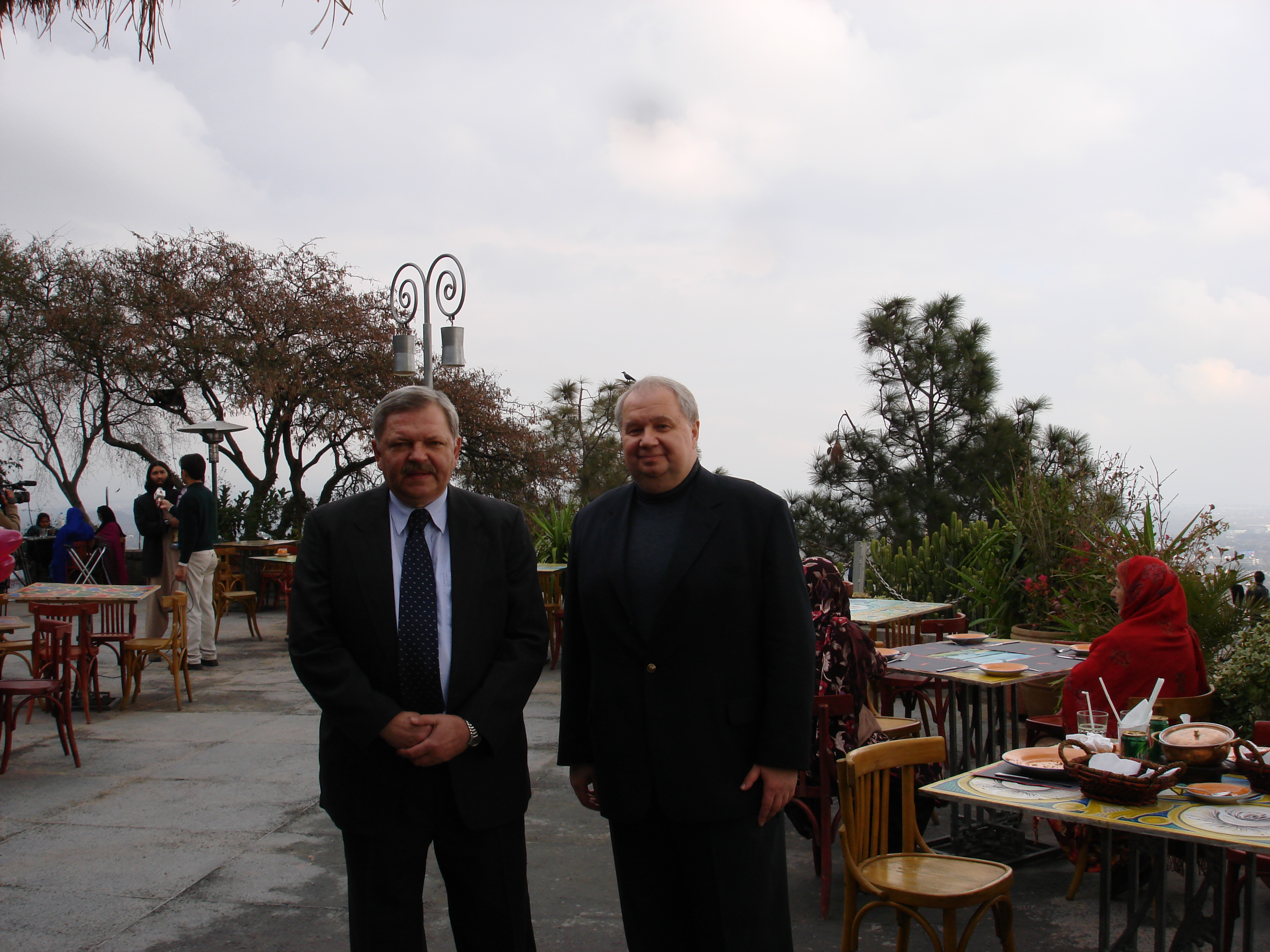
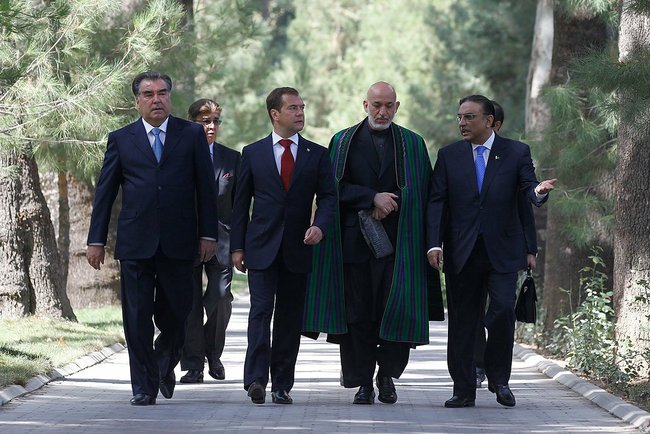
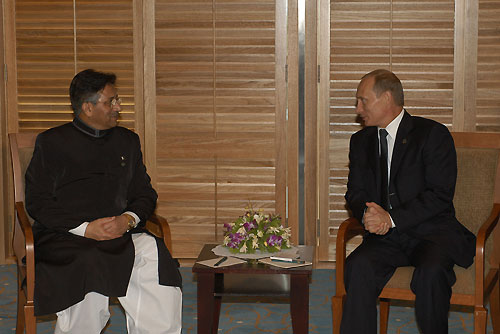
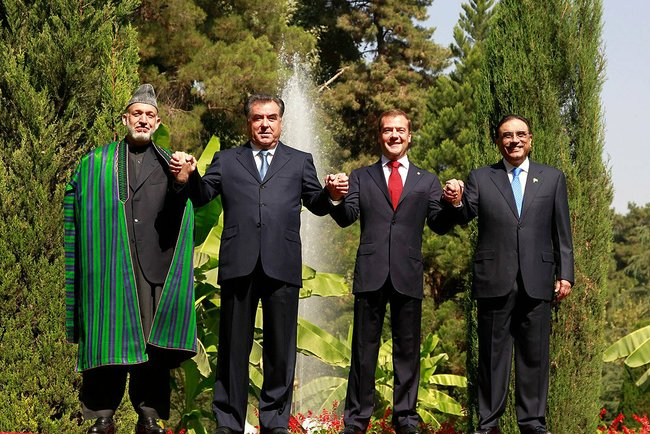

## وصلات خارجية
- موقع وزارة الخارجية الباكستانية
- موقع وزارة الخارجية الروسية